# Partita lampo

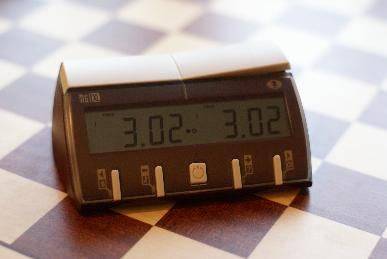
Un orologio digitale posizionato per la cadenza Fischer (3' + 2" a mossa)

Negli scacchi, la partita lampo (denominata blitz nel regolamento internazionale) è una partita nella quale ogni giocatore ha a disposizione un tempo minore o uguale a 10' per completare la partita.
Il tempo più adottato, specialmente nelle partite amichevoli dei circoli, è di 3' o 5'; a volte incrementati di qualche secondo per mossa se si ha a disposizione un orologio digitale (vedi orologio Fischer). Ad ogni modo, nel caso di partita con incrementi, il tempo totale deve comunque essere inferiore o uguale ai 10 minuti.

## Regolamento
Le partite lampo seguono le medesime regole del gioco tradizionale, con alcune eccezioni. Le più importanti sono le seguenti:
- Se un giocatore mette in moto l'orologio dell'avversario dopo aver eseguito una mossa irregolare, quest'ultimo ha il diritto di farlo notare e di esigere partita vinta (o patta se non ha abbastanza materiale per poter dare scacco matto); ma solo prima di eseguire a sua volta una mossa. Se invece l'avversario non reclama e continua la partita, la mossa irregolare viene considerata valida.
- Quando un giocatore muove lasciando il proprio Re sotto scacco (mossa irregolare), è ancora diffusa l'abitudine che l'avversario reclami la vittoria catturando materialmente sulla scacchiera il Re nemico. Tuttavia, dal 1º luglio 2005 la cattura del Re avversario è stata dichiarata mossa irregolare nel regolamento internazionale. Pertanto, chi la esegue non solo non vince la partita, ma addirittura la perde se mette in moto l'orologio dell'avversario e questi reclama la vittoria.
- Il tempo di un giocatore si considera scaduto solo nel momento in cui il suo avversario lo fa notare. L'arbitro e gli spettatori devono astenersi dal segnalare che un giocatore ha esaurito il suo tempo.

Il regolamento completo di questo tipo di partita è reperibile in italiano sul sito della FSI nella sezione Blitz, in vigore dal 1º luglio 2014.

## Elo FIDE blitz
La FIDE ha introdotto la valutazione Elo delle partite blitz in agosto 2012. La classifica di tale mese era capeggiata da Magnus Carlsen con 2 934 punti, seguito da Alexander Grischuk con 2 913 punti.
Di seguito è riportata una classifica dei giocatori che hanno raggiunto o superato i 2 850 punti di elo blitz. 
È indicato l'anno e il mese in cui è stato raggiunto il massimo punteggio.
| #  | Giocatore              | Elo blitz | Data    |
| -- | ---------------------- | --------- | ------- |
| 1  | Magnus Carlsen         | 2 986     | 2017-12 |
| 2  | Maxime Vachier-Lagrave | 2 948     | 2019-07 |
| 3  | Alexander Grischuk     | 2 923     | 2012-08 |
| 4  | Hikaru Nakamura        | 2 908     | 2022-07 |
| 5  | Sergej Karjakin        | 2 906     | 2013-01 |
| 6  | Alireza Firouzja       | 2 902     | 2022-07 |
| 7  | Jan Nepomnjaščij       | 2 880     | 2014-07 |
| 8  | Dmitrij Andrejkin      | 2 877     | 2012-08 |
| 9  | Ding Liren             | 2 875     | 2016-04 |
| 10 | Levon Aronian          | 2 871     | 2018-07 |
| 11 | Shakhriyar Mamedyarov  | 2 866     | 2014-12 |
| 12 | Wesley So              | 2 861     | 2021-12 |
| 13 | Le Quang Liem          | 2 853     | 2013-09 |